# Preočica
Preočica – wieś w Bośni i Hercegowinie, w Federacji Bośni i Hercegowiny, w kantonie środkowobośniackim, w gminie Vitez. W 2013 roku liczyła 1071 mieszkańców, z czego większość stanowili Boszniacy.